# Treze
Na matemática, o número treze (13) é o número natural no conjunto dos números naturais ímpares que sucede o 12 e precede o 14. Ele é o sexto número primo (número divisível por 1 e por ele mesmo), depois do 11 e antes do 17. O número 13 é o sétimo número de Fibonacci, depois do 8 e antes do 21. Ele pode ser escrito de forma única como a soma de dois números primos: {\displaystyle 13=2+11\,}.
Em química, ele  é o número atômico do Alumínio, um metal não magnético.
O 13 também é o número usado pelo Partido dos Trabalhadores (PT)

## Superstição
O número 13 é também, muitas vezes, associado ao azar e é indentificado em fobias, como a triscaidecafobia.